# Иванов, Виктор Михайлович (режиссёр)
Виктор Михайлович Ивано́в (31 января [13 февраля] 1909, Казатин, Киевская губерния — 18 июня 1981, Киев) — советский и украинский кинорежиссёр и сценарист. Заслуженный деятель искусств УССР (1974).

## Биография
Родился 31 января (13 февраля) 1909 года в Казатине (ныне Винницкая область, Украина). Украинец.
В 1936 году окончил ВГИК (мастерская С. М. Эйзенштейна).
В годы Великой Отечественной войны служил в должности помощника начальника штаба огнемётного батальона. Имел контузию.
Работал на Свердловской, Вильнюсской, Каунасской киностудиях.
С 1950 года — режиссёр-постановщик Киевской киностудии имени А. П. Довженко.
Был членом СПУ и СКУ. Член ВКП(б) с 1951 года.
Умер 18 июня 1981 года в Киеве. Похоронен вместе с семьей на Байковом кладбище (участок № 33).

## Фильмография

### Режиссёр
- 1955 — Приключения с пиджаком Тарапуньки (короткометражный)
- 1957 — Шельменко-денщик
- 1958 — Сто тысяч (фильм-спектакль)
- 1960 — Олекса Довбуш
- 1961 — За двумя зайцами
- 1965 — Ключи от неба
- 1967 — Непоседы (совместно с А. A. Народицким)
- 1969 — Улица тринадцати тополей (совместно с А. A. Народицким)
- 1971 — Весёлые Жабокричи
- 1973 — Ни пуха, ни пера
- 1977 — Поёт Николай Кондратюк (фильм-спектакль)
- 1979 — Смотрины
- 1980 — Снежная свадьба

### Актёр
- 1967 — Непоседы — пассажир парохода (нет в титрах)
- 1968 — Большие хлопоты из-за маленького мальчика — режиссёр фантастического фильма

## Память
- 23 августа 1999 года в Киеве установлены парковые скульптуры героям фильма «За двумя зайцами» Проне Прокоповне Серко (М. В. Криницына) и Свириду Петровичу Голохвостому (О. И. Борисов).
- В родном городе Виктора Иванова — Казатине — на доме, где родился режиссёр, установлена мемориальная доска.

## Награды и премии
- орден Красной Звезды (17.4.1944; был представлен к ордену Отечественной войны II степени)
- медаль «За отвагу» (21.2.1944)
- заслуженный деятель искусств УССР (1974 год)
- Государственная премия Украины имени Александра Довженко (1999 — посмертно) — за выдающийся творческий вклад в создание художественного фильма «За двумя зайцами»